# Золотой абрикос
«Золотой абрикос» (арм. — «Ոսկե Ծիրան») — ежегодный кинематографический фестиваль, проводимый в июле в Ереване (Армения) при содействии Министерства культуры Армении. До 2011 года кинофестиваль имел три основные программы: международные конкурсы игрового и документального кино, а также конкурс «Армянская панорама». В 2011 году появилась новая конкурсная программа короткометражного кино «Абрикосовая косточка». В первый год проведения кинофестиваля в нём принимали участие фильмы только армянских кинематографистов, но начиная со второго кинофестиваля в нём всё чаще участвуют зарубежные кинематографисты. Международный кинофестиваль «Золотой абрикос» является побратимом Роттердамского и Пусанского международных кинофестивалей. Главный приз фестиваля — «Золотой абрикос».

## История

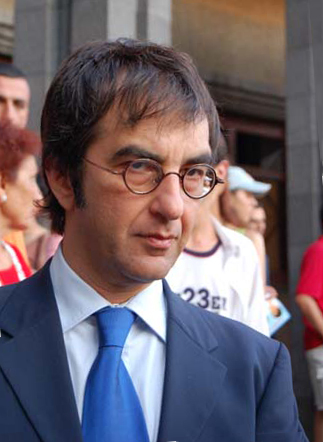
Атом Эгоян на «Золотом абрикосе» 2006 года

Международный ереванский кинофестиваль «Золотой абрикос» был основан режиссёром-документалистом Арутюном Хачатряном, сценаристом Михаилом Стамболцяном и кинокритиком Сусанной Арутюнян при непосредственном участии Атома Эгояна. Девиз фестиваля — «Перекресток культур и цивилизаций», так как он был задуман, как своеобразный культурный мост, способствующий диалогу между Западом и Востоком. Фестиваль символически отображает историю Армении, которая уже 5-е тысячелетие служит ареной борьбы мировых держав. Удобное географическое положение превратило её в яблоко раздора, но, с другой стороны, она стала местом взаимодействия и слияния различных культур.
Впервые международный кинофестиваль «Золотой абрикос» прошел в Ереване с 30 июня по 4 июля 2004 года, став ежегодным мероприятием в мире кино, проводимым в середине июля в Армении. Каждый фестиваль «Золотого абрикоса» открывается традиционным благословением символа Армении — абрикоса, латинское название которого Prúnus armeniáca переводится как «армянский плод».
17 июля организаторами конкурса было объявлено, что Ереванский международный кинофестиваль «Золотой абрикос» станет побратимом Роттердамского и Пусанского международных кинофестивалей. Предложение о побратимстве было получено организаторами «Золотого абрикоса» от Сандры Ден Хамер (президента Роттердамского кинофестиваля) и Кима Донг-Хо (президента Пусанского кинофестиваля), которые в качестве гостей участвовали в третьем кинофестивале «Золотой абрикос» в Ереване.
В июне 2010 года на 7-м кинофестивале был учрежден дополнительный приз «Мастеру своего дела», вручаемый известным режиссёрам — признанным мастерам своего дела. В этом же году фестиваль удостоился главной премии Международного союза кино, телевидения и спорта Ficts Plate D’honneur.
В 2011 году для начинающих режиссёров была учреждена новая номинация короткого метра «Кориз» («Косточка»).
В сентябре 2012 года Международная организация Business Initiative Directions (B.I.D.) присудила ереванскому кинофестивалю «Золотой абрикос» приз: «Международная звезда за качество» в категории «Золото».

### Проведённые/проводящиеся кинофестивали
- Ереванский кинофестиваль 2004 года (I) (30 июня-4 июля)
- Ереванский кинофестиваль 2005 года (II) (12-17 июля)
- Ереванский кинофестиваль 2006 года (III) (10-15 июля)
- Ереванский кинофестиваль 2007 года (IV) (9-14 июля)
- Ереванский кинофестиваль 2008 года (V) (13-20 июля)
- Ереванский кинофестиваль 2009 года (VI) (12-19 июля)
- Ереванский кинофестиваль 2010 года (VII) (12-18 июля)
- Ереванский кинофестиваль 2011 года (VIII) (10-17 июля)
- Ереванский кинофестиваль 2012 года (IX) (8-15 июля)

## Призы

### Золотой абрикос
Главный приз кинофестиваля. «Золотой абрикос» вручается победителям четырех основных номинаций. Изготовлен из цветного стекла, на котором на серебряной пластине изображен один из персонажей работ Параджанова. Призы предварительно освящаются в Церкви Св. Богородицы (Зоравор), расположенной в центре Еревана.

### Таллер Параджанова
Награда имени Параджанова представляет собой копию серебряных монет, на которых режиссёр в своё время выцарапал рисунки, будучи в тюрьме. Вручается за вклад в мировой кинематограф.

### Мастер
Приз вручается с 2010 года известным режиссёрам — признанным мастерам своего дела. Серебряная статуэтка в виде абрикоса.

## Номинации
- «Армянская панорама»
- «Игровые фильмы»
- «Документальные фильмы»
- «Короткометражное кино» («Кориз» или «Абрикосовая косточка») — с 2011 года

## Мнения
Артур Хачатрян:
«Фестиваль служит не только для развлечения и времяпровождения, а имеет также воспитательную функцию, поэтому двери кинозалов должны быть открыты для более широкого круга зрителей».
Никита Михалков (во время вручения наград):
«Сегодня мир заполонили голливудские фильмы. Это не искусство, это бизнес. А рядом с ними создаются такие работы, которые близки душам людей, которые учат и воспитывают на реальных ценностях. Но параллельно голливудским фильмам, начинают смотреть более серьёзные и ценные фильмы. Я считаю, что в этом смысле у нас „лёд тронулся“. Секрет бытия армян кроется в любви и мире.»
Атом Эгоян:
«Армянские кинодеятели владеют как необходимой структурой, так и талантом для создания фильмов международного уровня. Просто армянский зритель должен войти в диалог с картинами, прочувствовать их вкус».